# Dialog społeczny
Dialog społeczny (skr. DS) – całokształt wzajemnych relacji między związkami zawodowymi i organizacjami pracodawców, obejmujący też ich dwu- trój- lub wielostronne stosunki z organami państwowymi (np. rząd, agendy rządowe, samorząd i inne). Uczestnik dialogu społecznego to partner społeczny lub (w postrzeganiu bardziej pejoratywnie) członek grupy interesu.

## Definicja
Nie ma obecnie jednolitej definicji legalnej tego pojęcia, niemniej dialog społeczny jest określany jako proces stałej interakcji pomiędzy uczestnikami mający na celu wypracowanie porozumień w sprawach kontroli nad zmiennymi czynnikami społeczno-ekonomicznymi w makro- i mikroskali. W Polsce pojęcie dialogu społecznego najczęściej odnoszone jest do formy regulowania stosunków pomiędzy uczestnikami w sferze stosunków przemysłowych (zbiorowych stosunków pracy).
Dialog społeczny może też być definiowany jako budowanie porozumienia wśród członków wspólnoty (np. dzielnicy, miejscowości, gminy, powiatu) na rzecz współodpowiedzialności za zrównoważony rozwój społeczeństwa obywatelskiego na danym terenie i dobrobyt mieszkańców na tym obszarze. Dialog społeczny w tym kontekście jest najbardziej kompleksową formą porozumienia się pomiędzy wszystkimi interesariuszami obywatelskiej wspólnoty, gdyż nie jest działaniem doraźnym, ale procesem ciągłym i rozwojowym.
Według Europejskiej Konfederacji Związków Zawodowych dialog społeczny to proces negocjacji, w którym różne podmioty społeczne (partnerzy społeczni) osiągają porozumienie w sprawie współpracy w zakresie polityk i działań.
Według Kazimierza Frieske, treść idei dialogu społecznego ewoluowała w czasie. Od formy usystematyzowanego rozwiązywania problemów w obszarze stosunków pracy przeszła stopniowo do obejmowania szerokiego spektrum zagadnień politycznych, podatkowych, ubezpieczeniowych, demograficznych, zdrowotnych i międzynarodowych. Stało się to w drodze rozwoju społeczeństwa współczesnego, gdzie istnieją sploty wielu skomplikowanych składowych.

## Charakter
Dialog ten może mieć charakter:
- instytucjonalny (formalny). W tej formie negocjacje zbiorowe są prowadzone przez specjalnie powołane do tego celu instytucje, rady albo komisje, funkcjonujące na bazie różnego rodzaju aktów prawnych czy przyjętych osobno porozumień. Udział w pracach takich instytucji jest ograniczony do kilku najbardziej reprezentatywnych organizacji związków zawodowych i pracodawców, które mają realny i konkretny wpływ na zachowania swoich członków i autorytet nakłonienia ich do zastosowania się do wypracowanych ustaleń[1],
- pozainstytucjonalny – realizowany poprzez zawieranie układów zbiorowych pracy oraz konsultacje i działania opiniujące, w ramach realizacji uprawnień partnerów społecznych wynikających z dotyczącego ich ustawodawstwa. W tej formie możliwe jest także tworzenie dialogu obywatelskiego z udziałem organizacji pozarządowych. W przypadku wystąpienia zagrożeń konfliktem społecznym, praktykowaną formą dialogu niesformalizowanego jest kontakt doraźny nazywany dialogiem incydentalnym lub dialogiem ad hoc[1].

Z uwagi na zasięg dialog społeczny może mieć wymiar międzynarodowy, krajowy, regionalny, branżowy lub zakładowy. Podstawowymi zasadami takiego dialogu są niezależność i równowaga poszczególnych stron, zaufanie i dążenie do kompromisu, a także działanie zgodne z obowiązującym prawem. Dialog społeczny może mieć formę negocjacji, konsultacji, opiniowania lub informowania. Przedmiotem dialogu społecznego jest przede wszystkim wspólne kształtowanie stosunków zawodowych, warunków pracy, płac, świadczeń socjalnych, jak również innych zagadnień polityki gospodarczej, będących w zainteresowaniu i kompetencji wszystkich stron, a także stosunków między partnerami i ich wzajemnych zobowiązań.

## Dialog społeczny w Polsce
Podstawową funkcją dialogu społecznego i obywatelskiego w polskich warunkach jest zwiększenie legitymizacji społecznej. Przykładem jest możliwość zaprezentowania opinii publicznej stanowiska wyrażanego w trakcie negocjacji społecznych, a więc wykorzystywanie dialogu społecznego do poprawy wizerunku społecznego lub zwiększania liczby członków przez organizacje społeczne. W przypadku strony rządowej negocjacje mają często skrywane cele polityczne (np. związane ze zbliżająca się kampanią wyborczą) lub kompensują słabości rządu. Wśród tych ostatnich warto przede wszystkim wymienić słabość zaplecza parlamentarnego potrzebnego do forsowania projektów rządowych lub rozbicie polityczne w łonie rządu. Wsparcie uczestników dialogu może więc ułatwić proces legislacyjny w parlamencie w warunkach słabnącego zaplecza politycznego czy przeforsowanie określonego projektu politycznego w skonfliktowanym rządzie.

### Prawo polskie

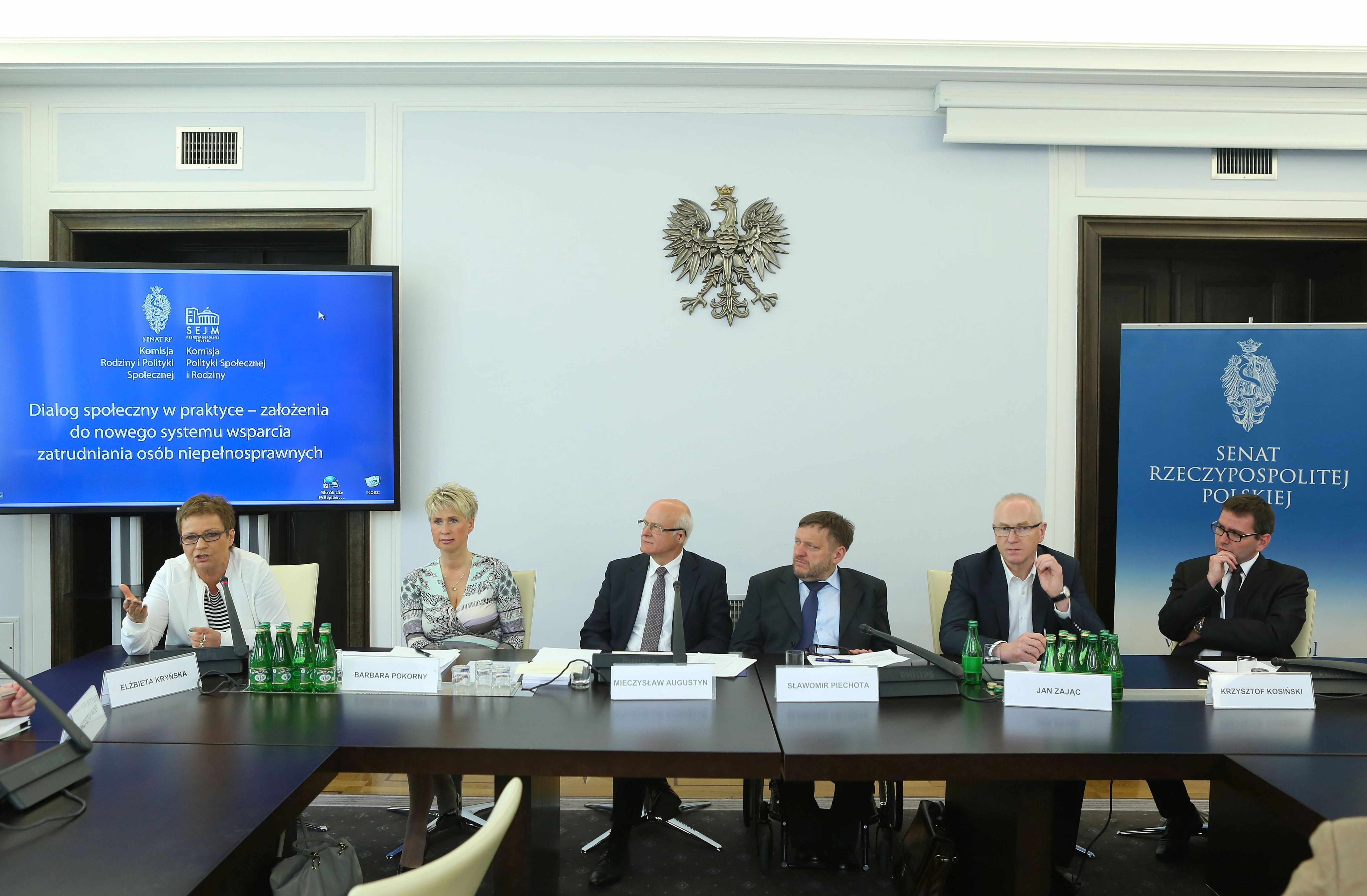
Konferencja Dialog społeczny w praktyce w Senacie RP (2014)

W polskim prawie o dialogu społecznym mówi m.in. preambuła Konstytucji z 2 kwietnia 1997, stanowiąca, że: My- Naród- (…) ustanawiamy Konstytucję Rzeczypospolitej Polskiej jako prawa podstawowe dla państwa oparte na poszanowaniu wolności i sprawiedliwości, współdziałaniu władz, dialogu społecznym oraz na zasadzie pomocniczości umacniającej uprawnienia obywateli i ich wspólnot. W Konstytucji RP wpisano także ideę dialogu społecznego w artykuł 20: Społeczna gospodarka rynkowa oparta na wolności działalności gospodarczej, własności prywatnej oraz solidarności, dialogu i współpracy partnerów społecznych stanowi podstawę ustroju gospodarczego Rzeczypospolitej Polskiej.

### Przykłady
Jako przykłady dialogu społecznego wskazać można porozumienia sierpniowe, czy porozumienia okrągłego stołu. W Polsce stałym forum o takim charakterze jest Rada Dialogu Społecznego utworzona w miejsce Komisji Trójstronnej do spraw Społeczno-Gospodarczych.

### Problemy dialogu społecznego w Polsce
Istotnym problemem w Polsce jest silne upolitycznienie dialogu społecznego i obywatelskiego. Możemy tutaj obserwować przynajmniej dwa rodzaje zjawisk. Pierwszym jest upartyjnienie dialogu społecznego, tj. przeniesienie rywalizacji parlamentarnej i wyborczej na grunt organizacji trójstronnych. Towarzyszy temu silna afiliacja polityczna organizacji społecznych. Takie zjawisko było widoczne w pracach polskiej Komisji Trójstronnej, kiedy organizacje związkowe silnie identyfikowały się z partiami rządowymi lub opozycyjnymi. Powstałe na tym tle konflikty uniemożliwiały prowadzenie konstruktywnych negocjacji. Drugim zjawiskiem jest próba doraźnego i instrumentalnego wykorzystania instytucji dialogu społecznego przez ugrupowania polityczne lub członków rządu. Jedną ze słabości państwa polskiego jest brak ciągłości pracy administracji i kolejnych rządów, które odrzucają często z góry projekty przygotowane przez poprzedników. Wiąże się to z brakiem umiejętności długoletniego myślenia strategicznego w sferze publicznej. W Polsce, podobnie jak ma to miejsce w innych krajach naszego regionu występuje zasadnicza dominacja czynnika politycznego nad dialogiem społecznym. Przykładem tego zjawiska jest możliwość upolityczniania dialogu społecznego nawet w sprawach, które wydają się odległe od głównego nurtu sporu politycznego. Wyrazem tej tendencji jest również skłonność działaczy społecznych do poszukiwania nieformalnego wpływu na decydentów rządowych. Uczestnictwo w zinstytucjonalizowanych formach dialogu społecznego jest okazją od nawiązywania tego typu kontaktów i wywierania wpływu na polityków. Sympatie partyjne i kontakty z politykami stanowią w tych warunkach dźwignię polityczną dla skuteczniejszej realizacji interesów danej organizacji, niejednokrotnie z pominięciem dyskusji na forum instytucji trójstronnej.
Na efektywność instytucji trójstronnych w dużym stopniu wpływają kultura i tradycja prowadzenia dialogu społecznego. W przypadku Polski podstawową trudnością w rozwijaniu omawianej formy zarządzania publicznego jest tradycja administracyjna wywodząca się z okresu państwa socjalistycznego. Jest ona związana z niechęcią urzędników do konsultacji społecznych, brakiem transparentności administracji oraz skłonnością do instrumentalnego traktowania organizacji społecznych, głównie jako narzędzia upowszechniającego lub wzmacniającego poparcie społeczne dla polityki rządu.